# Gaston Strobino
Gaston Strobino (Gaston Maurice „Gal“ Strobino; * 23. August 1891 in Büren an der Aare, Kanton Bern, Schweiz; † 30. März 1969 in Downers Grove (Illinois), Vereinigte Staaten) war ein US-amerikanischer Langstreckenläufer.
Gaston Strobinos Eltern waren italienische Staatsbürger, die sich zur Zeit seiner Geburt in der Schweiz aufhielten. Noch in seinem ersten Lebensjahr wanderte die Familie in die USA aus, wo sie sich in Paterson im Bundesstaat New Jersey niederließ.
Strobino war Mitglied des South Paterson Athletic Club, als er erstmals läuferisch in Erscheinung trat. 1911 richtete The Evening Mail, eine in New York beheimatete Zeitung, einen der ersten Läufe durch die Straßen von New York aus, der als ein Vorläufer der heute sehr beliebten Stadtmarathons und Cityläufe angesehen wird. Der Lauf führte über 12 Meilen (19,2 km) von der Bronx zur City Hall und hatte 1014 Teilnehmer. Laut Zeitungsberichten aus jener Zeit waren rund 1.000.000 Zuschauer zugegen. Der bis dahin vollkommen unbekannte Strobino erreichte den vierten Platz mit einer Laufzeit von 1:11:20 Stunden. Sieger wurde Lewis Tewanima, der deshalb in das US-amerikanische Olympiateam für die Olympischen Sommerspiele 1912 in Stockholm berufen wurde.
Im Mai des Jahres 1912 startete Strobino auch bei der zweiten Auflage des inzwischen als The Evening Mail Modified Marathon bezeichneten Laufes und belegte den zweiten Platz mit einer Laufzeit von 1:09:20 Stunden, nur geschlagen von seinem Vereinskameraden Louis Scott. Auch Scott wurde für das US-amerikanische Olympiateam berücksichtigt.
Strobinos Chancen für eine Teilnahme an den Spielen 1912 standen schlecht, denn er hatte sich sonst an keinem der Ausscheidungswettkämpfe, den US-Trials, beteiligt. Schließlich setzte man ihn doch noch auf eine Ergänzungsliste, die Athleten enthielt, die in das US-amerikanische Olympiateam aufgenommen werden würden, wenn sie ihre Reisekosten selbst trügen. Viele Freunde von Strobino und seines Vereins sammelten und spendeten Geld, und es gelang ihnen tatsächlich, die geforderte Summe aufzubringen.

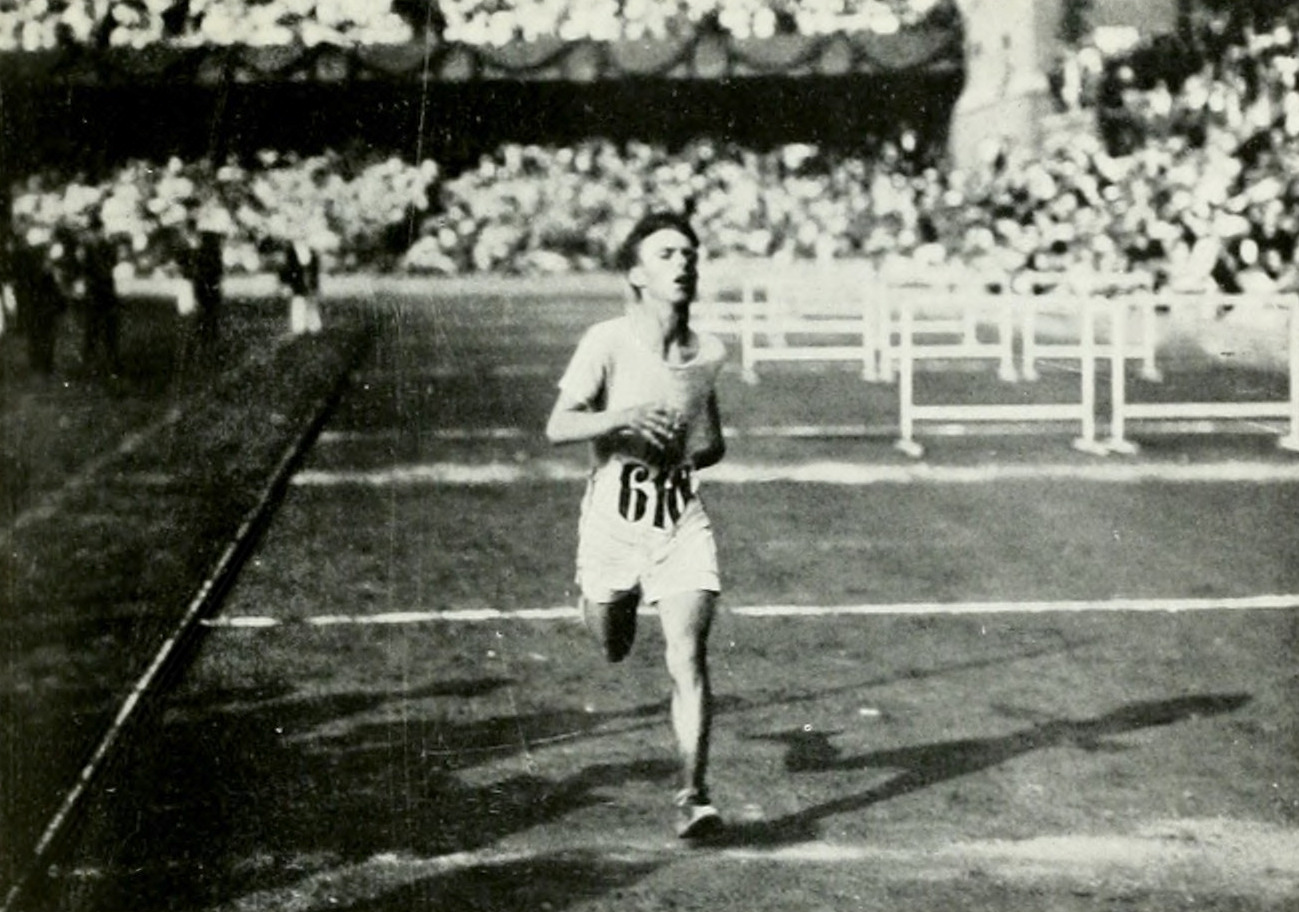
Strobino 1912 beim Zieleinlauf

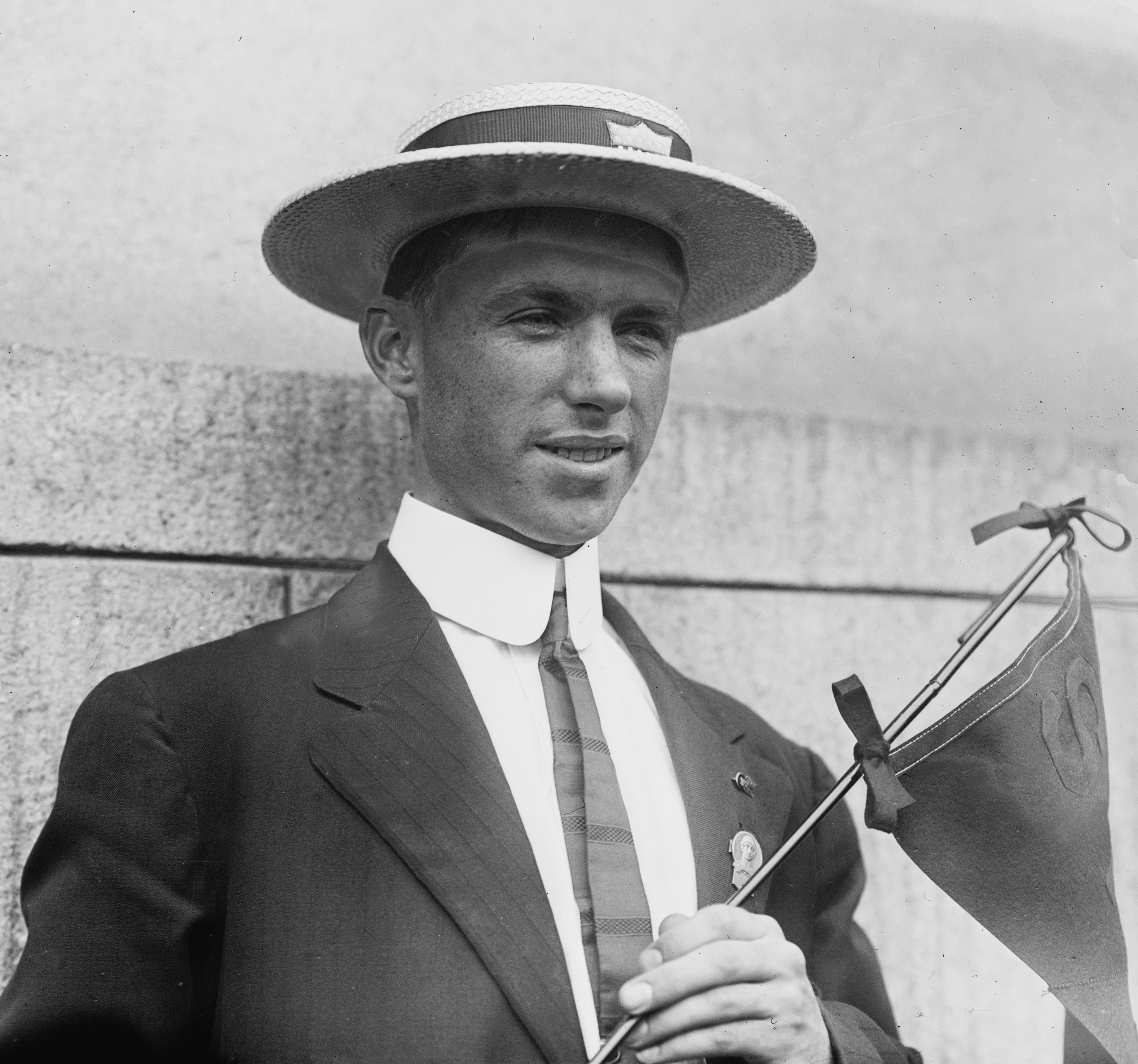
Gaston Strobino (1910)

Die Mannschaftsführer hatten entschieden, Strobino bei den Olympischen Spielen 1912 nur im Marathonlauf starten zu lassen, und dies obwohl er noch nie zuvor eine solch lange Strecke gelaufen hatte. Zudem war er mit Ende 20 der jüngste Läufer im Feld. Bei den sehr hohen Temperaturen bestand die Taktik der US-amerikanischen Läufer darin, die erste Hälfte des Rennens zurückhaltend zu laufen. Strobino orientierte sich an Lewis Tewanima, der diese Taktik hervorragend umzusetzen schien. Gemeinsam laufend kämpften sich beide von weit hinten langsam voran. Nach 25 km lagen sie auf dem achten bzw. neunten Platz. Überraschend war es Tewanima, der das Tempo nicht mehr halten konnte, während Strobino unbeirrt vorwärts eilte. 5 km vor dem Ziel hatte er sich bis auf den dritten Platz vorgeschoben und lag nur 30 Sekunden hinter den Führenden. Doch schließlich musste auch er sich den bisherigen Strapazen beugen. Mit schmerzverzerrtem Gesicht und blutenden Füßen konnte er seinen dritten Platz bis ins Ziel verteidigen.
Die Platzierungen bei Olympischen Spielen für Gaston Strobino:
- V. Olympische Sommerspiele 1912, Stockholm
  - Marathon – Bronze mit 2:38:42,4 Stunden (Gold an Ken McArthur aus Südafrika mit 2:36:54,8 h; Silber an Christopher Gitsham aus Südafrika mit 2:37:52,0 h)

Gaston Strobinos dritter Platz im Marathonlauf war einer der größten Überraschungen bei den Olympischen Spielen 1912. Darüber hinaus ging Strobino in die Geschichte der Olympischen Spiele ein. Die bei seinem Lauf erlittenen Qualen veranlassten ihn, nie wieder einen Lauf über eine solche Distanz zu absolvieren. So war Strobino der einzige Teilnehmer an einem olympischen Marathonlauf, der mit einem einzigen jemals über diese Distanz absolvierten Lauf eine Medaille bei Olympischen Spielen gewann.
Zurück in den USA war Strobino plötzlich ein vielbeachteter Läufer, der in der Öffentlichkeit als Retter der US-amerikanischen Ehre im olympischen Marathonlauf angesehen wurde. Er wusste seine Popularität zu nutzen und beteiligte sich an zahlreichen Laufveranstaltungen, bei denen er durchaus erfolgreich war. Hauptsächlich auf Strecken von drei bis zehn Meilen errang er zwischen 1912 und 1914 mehrere Siege, was ihm jedoch fehlte, war ein nationaler Titel.
1915 wechselte Strobino zum angesehenen New York Athletic Club und im selben Jahr wurde er endlich nationaler Meister im Crosslauf über sechs Meilen.
1918 wurde er für den Einsatz im Ersten Weltkrieg zum Militär einberufen, wurde jedoch nicht mehr nach Europa entsandt und schied schon bald wieder aus.
Strobino hatte keine fundierte berufliche Ausbildung und arbeitete als Mechanikergehilfe.
Er besaß jedoch offensichtlich ein großes technisches Geschick und Verständnis für mechanische Zusammenhänge. 1920 entwickelte Strobino eine Maschine zur Formung ovaler Objekte, auf die er sein erstes Patent erhielt. Es folgten eine Reihe weiterer patentierter Erfindungen, darunter ein im Klang wesentlich verbesserter Phonograph.
Nach 1928 zog er in die Nähe von Chicago, dort machte er sich weiter einen Namen als Erfinder. Sein letztes Patent stammt aus dem Jahr 1953. Alle Patente sind heute frei verfügbar, jedoch technisch veraltet und deshalb von nur noch geringem Interesse.